# Mora moro
Il moro (Mora moro (Risso, 1810)
), conosciuto anche come mora, è un pesce abissale della famiglia Moridae dell'ordine Gadiformes. Si tratta dell'unica specie appartenente al genere Mora Risso, 1827.

## Distribuzione e habitat
Si trova nell'Oceano Atlantico nordorientale e nel mar Mediterraneo occidentale, oltre che nelle regioni temperate degli oceani Indiano e Pacifico. Nei mari italiani è presente nel mar Ligure, nel mar Tirreno e nel mar Jonio mentre non esiste nell'Alto Adriatico.

Vive su fondi fangosi ad alte profondità, almeno fino a 1400 metri (si conoscono catture fino a 2500 metri).

## Descrizione
Questo pesce, come aspetto generale non troppo dissimile da altri gadiformi mediterranei come la musdea, si riconosce subito per i grandissimi occhi. Il corpo è fusiforme nella porzione anteriore e diventa sempre più stretto e schiacciato fino al sottile peduncolo caudale. Sulla mandibola è presente un breve barbiglio. Le pinne dorsali sono due, di cui la prima triangolare ed un po' più alta della seconda, che è lunga. La pinna caudale ha un'intaccatura centrale. Le pinne anali sono due, la prima un po' più lunga della seconda. Pinne ventrali piccole, con un raggio allungato. Le squame, abbastanza piccole, cadono con facilità. Non è presente alcun fotoforo ventrale.
Il colore dell'animale vivo è brunastro con riflessi argentati, con il ventre più scuro del dorso e con l'interno della bocca e l'opercolo branchiale di colore azzurro, così come le pinne anali, dorsali e pettorali. Dopo morto diventa bruno uniforme ma mantiene il colore blu della bocca. L'occhio è color argento.
Arriva a 50 cm e oltre di lunghezza totale.

## Riproduzione
Le uova, pelagiche, vengono deposte d'inverno.

## Alimentazione
È carnivoro e molto vorace. Si ciba di invertebrati e piccoli pesci.

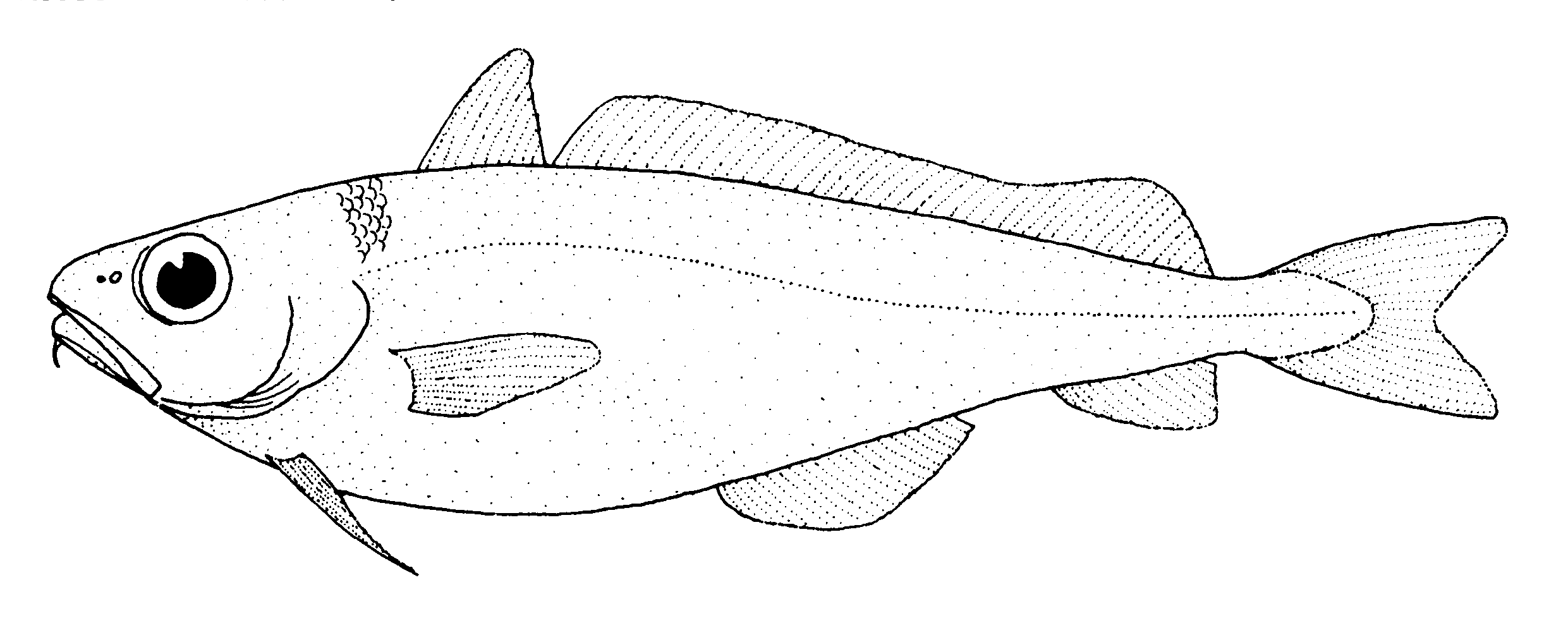

## Pesca
Si cattura abbastanza spesso con le reti a strascico che agiscono su alti fondali ed anche con i palamiti destinati alla pesca dei naselli e dei pesci sciabola. Non ha un grande valore commerciale; le carni sono discrete, simili a quelle del nasello.